# 鈴木敬信
鈴木 敬信（すずき けいしん、1905年5月12日 - 1993年1月27日）は、日本の天文学者。専門分野は位置天文学、日食計算論。 
東京学芸大学名誉教授。秋田県秋田市出身。一部の人名事典では出身地が東京都になっているものもある。なお、小惑星の(2393) Suzukiは、彼に因み命名された。

## 生涯
旧制第一高等学校を経て1929年、東京帝国大学理学部天文学科を卒業。広島第一中学校教諭、赤羽工兵隊幹部候補生、東京科学博物館嘱託を経て1939年、海軍水路部技師となる。水路部では編暦に従事し、『天体位置表』を創刊した。
1951年、運輸大臣賞（「天体位置表の創刊」により）。 
1952年、東京学芸大学教授に就任し、1969年退官。

## 著書

### 単著
- 『東京帝室博物館所蔵の天球儀に就いて』（1933年）
- 『球面天文学』（1935年）
- 『宇宙』（恒星社　1935年）
- 『天文学通論』（地人書館　1935年）
- 『暦と迷信』（恒星社 1935年、1969年再刊）
- 『日食と月食』（恒星社　1936年）
- 『本邦古代の日食』（東京科学博物館研究報告1　1939年）
- 『本邦古代の日食について』（日本天文学会要報6巻第4冊　1941年）
- 『地文及天文航法』（恒星社厚生閣　1947年）
- 『天文台』（中教出版　中学生ライブラリー　1949年）
- 『太陽の熱源』（恒星社厚生閣　1949年）
- 『太陽系の発見』（恒星社厚生閣　中等天文学　1949年）
- 『日食計算論』（天文宇宙物理学彙報第8号　1949年）
- 『星の話』（筑摩書房　1950年）
- 『星と宇宙』（岩波書店　岩波写真文庫　1951年）
- 『天体写真集』（誠文堂新光社　1953年）
- 『大宇宙と地球』（通信教育振興会　1956年）
- 『地学概論』（朝倉書店　1957年）
- 『宇宙の科学』（東洋館出版　1958年）
- 『月』（誠文堂新光社　1961年）
- 『星と宇宙』（ポプラ社　天文・気象図鑑2　1962年）
- 『太陽系・惑星をはかる』（恒星社厚生閣　新天文学講座2　新版　1963年）
- 『地球と月・日食と月食』（恒星社厚生閣　新天文学講座4　新版　1963年）
- 『天文学の応用・天体暦の作り方』（恒星社厚生閣　新天文学講座9　新版　1964年）
- 『はじめての天体観測』（誠文堂新光社　1964年）
- 『天体観測ハンドブック』（誠文堂新光社　1965年）
- 『スズキ星座図譜』（恒星社厚生閣　1970年）
- 『はじめての天文学』（誠文堂新光社　1973年）
- 『天文学』（地人書館　1980年）
- 『天文学通論』（地人書館　1983年）
- 『宇宙ってこんなもの』（誠文堂新光社　1984年）
- 『天文学辞典』（地人書館　1986年）
- 『ヒデミの天文教室』（地人書館　1986年）
- 『混沌時代　上下』（地人書館　1989年）
- 『日本およびその付近における古代日食の経路』（東京学芸大学紀要）
- 『最新科学図鑑2・天空の科学』
- 『天文学の応用』
- 『子どもの天文学』

### 共著
- 『実用数学便覧』（培風館　1933年）
- 『中学・高校生の天体観測（誠文堂新光社　1952年）
- 『地学教育辞典』（朝倉書店　1957年）
- 『新天文学通論』（地人書館　1963年）

### 共編著
- 『一般地学実験』（朝倉書店　1957年）

### 訳書
- 『太陽系の起源』（ヘンリー・ノリス・ラッセル著　恒星社　1938年）
- 『神秘な宇宙』（ジーンズ著　岩波書店　岩波新書　1938年）
- 『われらの太陽』（D.H.メンゼル著　岩波書店　1951年）
- 『宇宙の本質』（フレッド・ホイル著　法政大学出版局　1951年）
- 『衝突する宇宙』（イマヌエル・ヴェリコフスキー著　法政大学出版局　1951年）
- 『天文学最前線』（フレッド・ホイル著　法政大学出版局　1956年）
- 『暗黒星雲』（フレッド・ホイル著　法政大学出版局　1958年）
- 『宇宙と人間』（フレッド・ホイル著　法政大学出版局　1968年）
- 『混沌時代　上・下』（イマヌエル・ヴェリコフスキー著　法政大学出版局　1985年）